# Fichtwald
Fichtwald er en kommune i landkreis Elbe-Elster i den tyske delstat Brandenburg og tilhører Amt Schlieben med sæde i byen Schlieben. Den blev grundlagt den 31. december 2001 ved en sammenslutning af de indtil da selvstændige byer Hillmersdorf, Naundorf og Stechau.